# Austrolaenilla pelagica
Austrolaenilla pelagica är en ringmaskart som först beskrevs av Monro 1930.  Austrolaenilla pelagica ingår i släktet Austrolaenilla och familjen Polynoidae. Inga underarter finns listade i Catalogue of Life.